# Il ratto di Monna Lisa
Il ratto di Monna Lisa (Der Raub der Mona Lisa) è un film del 1931 diretto da Géza von Bolváry che riprende la storia di Vincenzo Peruggia, un imbianchino italiano divenuto famoso per aver rubato al Louvre il quadro della Gioconda.
È il debutto sullo schermo dell'attore Paul Wagner.

## Trama
Nel 1911, a Parigi, un povero operaio italiano, Vincenzo Peruggia, si innamora della cameriera di un albergo, Matilde, che ai suoi occhi assomiglia alla modella della Gioconda, il quadro di Leonardo da Vinci esposto al museo del Louvre. Vincenzo progetta di rubare il quadro nella speranza di impressionare la ragazza. Ma poi, Vincenzo confessa il suo crimine e viene messo in prigione. Racconta di aver rubato la Monna Lisa per restituirla allo stato italiano, diventando così una sorta di eroe nazionale.

## Produzione
Prodotto dalla Super-Film GmbH

## Distribuzione
Il film è stato distribuito in Germania dalla Super-Film Verleih GmbH che lo fece uscire nel 1931. Nel 1932, venne distribuito negli USA dalla RKO Radio Pictures.

### Date di uscita
IMDb
- Germania	25 agosto 1931
- USA	29 marzo 1932

Alias
- Der Raub der Mona Lisa	Germania (titolo originale)
- Il ratto di Monna Lisa	Italia
- The Theft of the Mona Lisa	USA (nuovo titolo)